# Нада Аранђеловић
Нада Аранађеловић (1919, Ћуприја) била је српска балерина. Рођена је 1919. године, у српском граду Ћуприји. Из угледне породице, ова балерина завршила је балетску школу Јелене Пољакове у српској престоници, Београду. 
Након Београда, своју вјештину усавршавала је у Паризу. Прије Другог свјетског рата, децембра 1940, ова српска балерина постала је прима-балерина Балета Народног позоришта у Београду, прва улога јој је била главна у "Лабудовом језеру". Након рата, оптужена је за сарадњу с непријатељем, амнестирана је, емигрирала је из Србије, а своју каријеру наставила је у иностранству.
Имала је прилику да игра у Бриселу и Лондону, а пред почетак педестих година, преселила се у Јужну Америку. Наступала је у балетским ансаблима у позориштима у Бразилу, Угругвају и Аргентини.
Почетком шездесетих година, вршила је функцију директора и кореографа, а потом је била и педагог балетске групе „Ballet del Sir”.
Њене улоге у балетским представама: Лабудово језеро, Карневал, Валпургијска ноћ, На балетском часу, Балерина и бандити, и други.

## Фусноте
1. ↑  Политика, 5. мај 1930, стр. 5, Испитна представа малих балерина била је прави успех[мртва веза]. digitalna.nb.rs
2. ↑  Политика, 11. дец. 1940, стр. 10, Нова прима-балерина београдског балета[мртва веза]. digitalna.nb.rs
3. ↑  "Политика", 19. дец. 1940